# Aeroporto Internacional de Da Nang
Aeroporto internacional de Đà Nẵng, situa-se na Da Nang, ilha Nam Trung Bo, Vietnã, é uma infraestrutura aeroportuária que para além de servir a ilha Da Nang, é ponto de acesso ao exterior da rede interna de transportes aéreos dos Da Nang. [carece de fontes?]

## Terminais e destinos

### Domésticos
- Jetstar Pacific Airlines (Hanoi, Cidade Ho Chi Minh)
- Vietnam Airlines (Buon Ma Thuot, Hanoi, Cidade Ho Chi Minh, Nha Trang, Pleiku, Qui Nhon)
- VietnameAir Service Company (VASCO) (Qui Nhon)

### Internacionais
- Asiana Airlines (Seoul-Incheon) [begins July 2, 2008]
- Korean Air (Seoul-Incheon) [begins July 22, 2008]
- PBair (Bangkok-Suvarnabhumi)
- SilkAir (Singapore)